# Era (Fluss)
Der Era ist ein 55 km langer Nebenfluss des Arno in der Toskana. Er liegt vollständig in der Provinz Pisa und durchfließt diese von Süd nach Nord.

## Verlauf
Die Quellflüsse des Era sind die auf dem Gebiet der Gemeinde Volterra entspringenden Era Viva (Quelle im Wald der Volpaie bei Pignano, Länge 7 km) und Era Morta (Quelle bei Sant’Anastasio und Spicchiaiola, Länge 6 km). Nach dem Zusammenfluss verläuft der Era in nordwestlicher Richtung durch ein Tal innerhalb der Hügellandschaft Colline Pisane und mündet bei Pontedera auf 10 m Seehöhe von der linken Seite in den Arno. Das Einzugsgebiet des Era wird als Alto Valdera bezeichnet, unter Valdera (Val d’Era) bezeichnet man hingegen ein größeres Gebiet, das auch Gemeinden nördlich des Arno umfasst.
Größere Nebenflüsse bzw. -bäche des Era sind von links der Fluss Cascina (21 km), die Torrenti Ragone (12 km) und Sterza (19 km), und von rechts die Torrenti Strolla, Capriggine (auch Capriggine di Camporbiano genannt, 10 km) und Roglio (28 km).
Der Era berührt die Gebiete der Gemeinden Volterra (15 km), Lajatico (6 km), Terricciola (5 km), Peccioli (8 km), Capannoli (8 km), Ponsacco (7 km) und Pontedera (6 km).

## Bilder

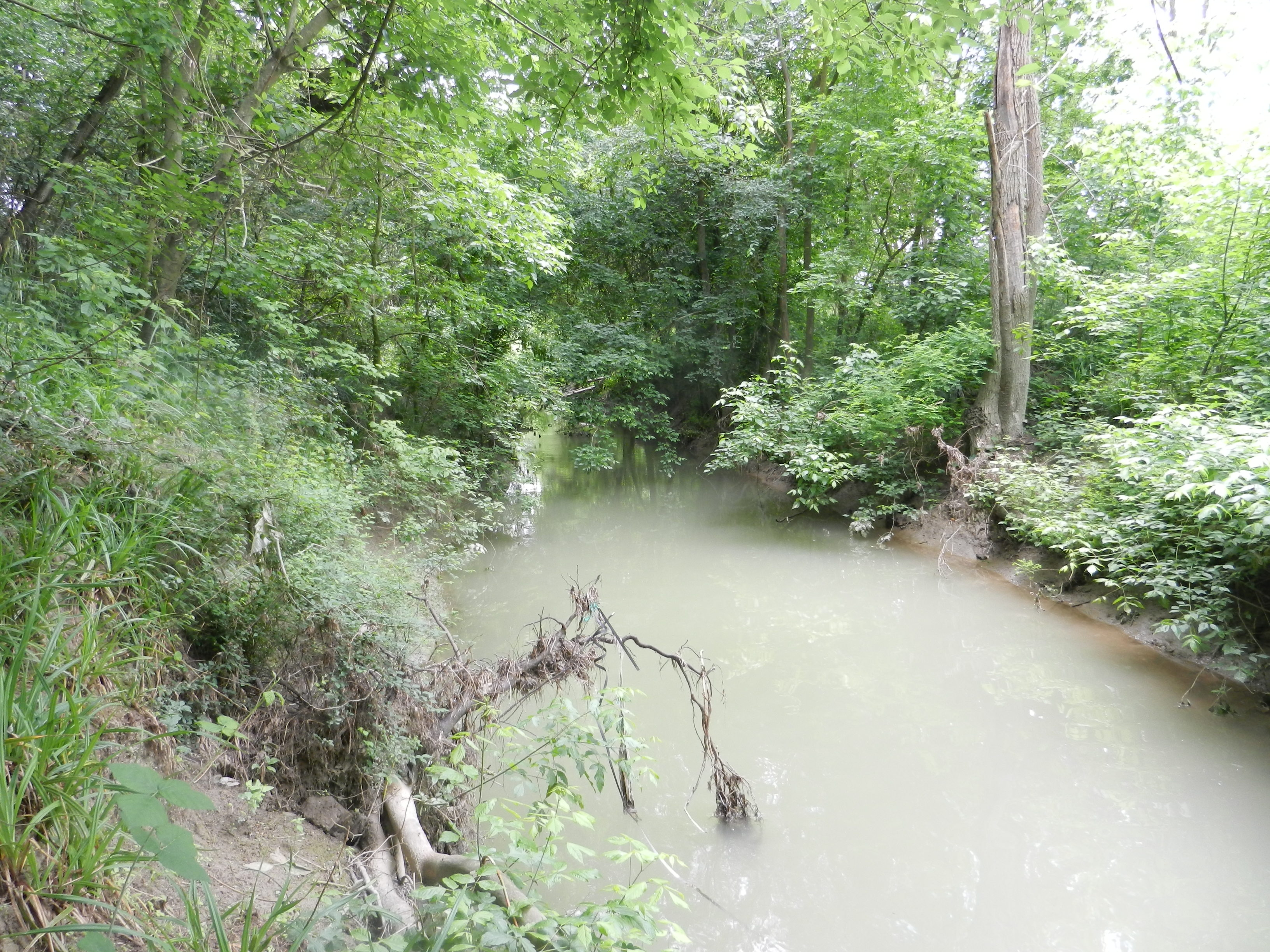
Der Era bei Capannoli
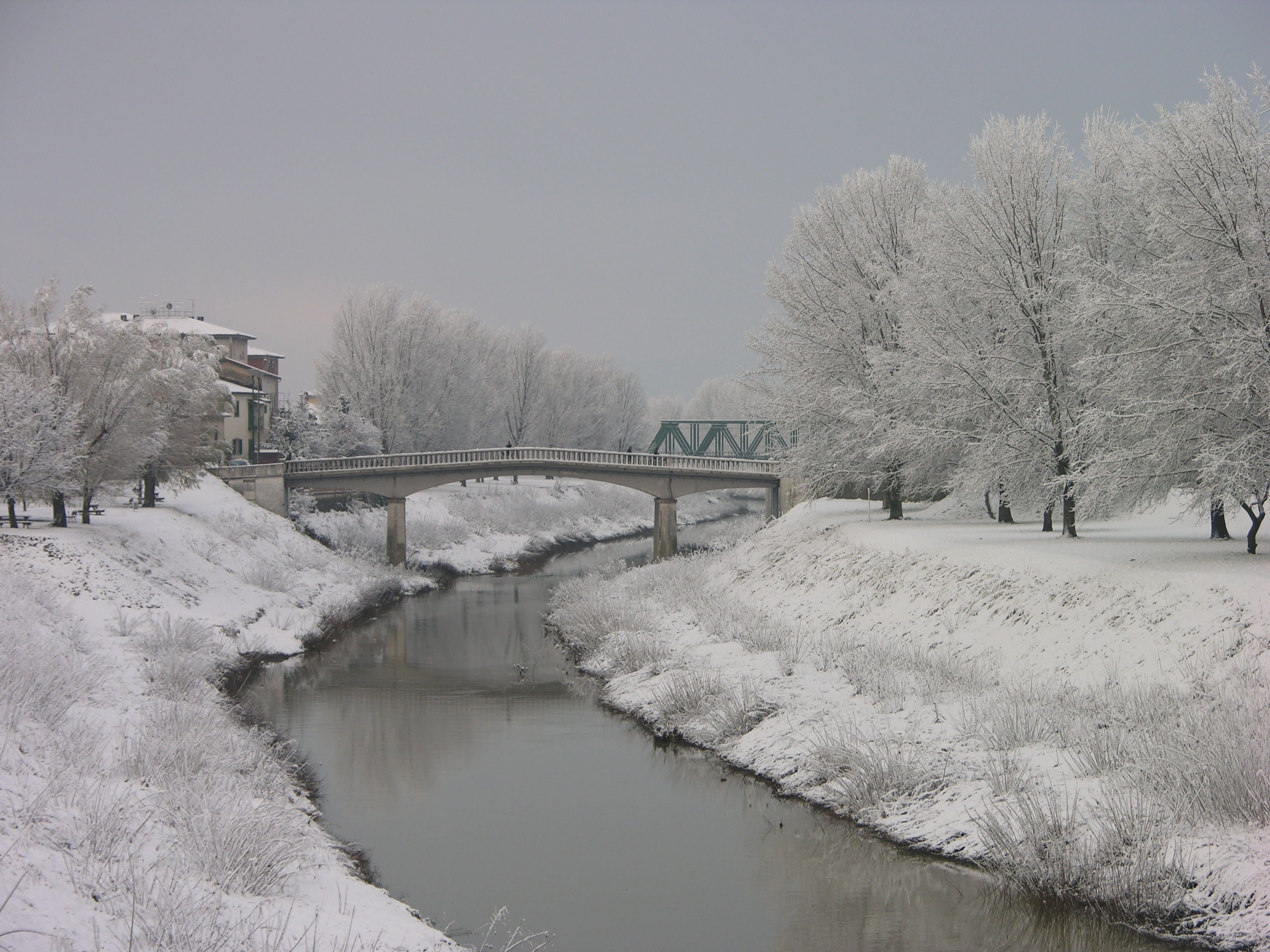
Der Era bei Pontedera im November
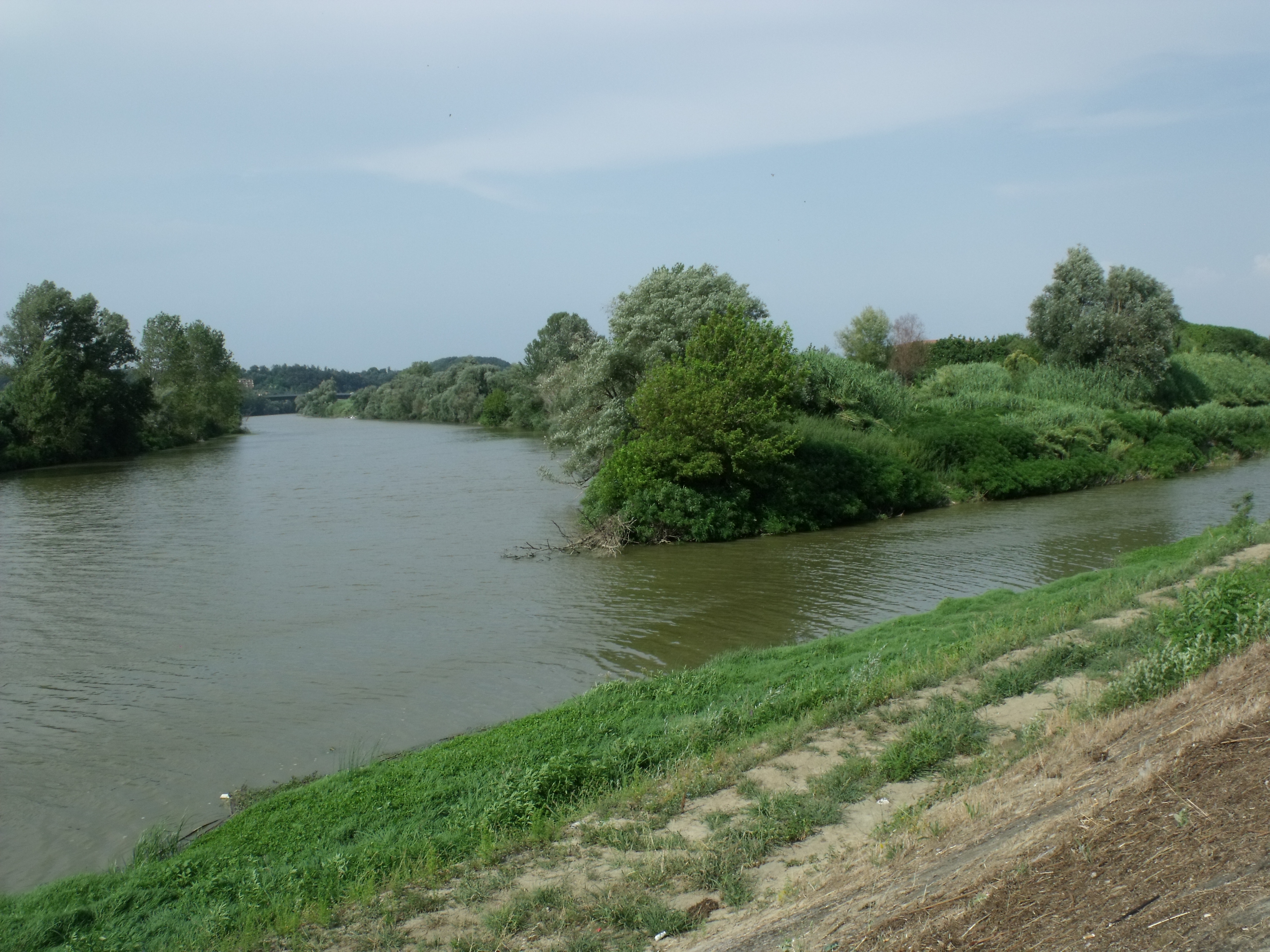
Mündung des Era (rechts) in den Arno in Pontedera